# Erdeč
Erdeč (en serbe cyrillique : Ердеч) est un village de Serbie situé dans la municipalité de Stanovo (Kragujevac), district de Šumadija. Au recensement de 2011, il comptait 55 habitants.

## Démographie
| 1948 | 1953 | 1961 | 1971 | 1981 | 1991 | 2002 | 2011 |
| ---- | ---- | ---- | ---- | ---- | ---- | ---- | ---- |
| 6    | 6    | 6    | 12   | 42   | 55   | 67   | 55   |

|  |